# La Grande Morale
La Grande Morale (en grec ancien : Êthika megala, en latin : Magna Moralia) est un traité de morale attribué à Aristote.

## Présentation générale
La Grande morale est, avec l’Éthique à Nicomaque, l’Éthique à Eudème et Sur les vertus et les vices, l'un des quatre ouvrages aristotéliciens consacrés à la morale et à l'éthique. 

## Résumé

### Livre I

#### Enquête sur la vertu et la politique
De quelle science la morale fait-elle partie ? Selon Aristote, elle « ne peut faire partie que de la politique ». En effet, pour réussir en politique, il faut d'abord être doué de certaines qualités ; il faut être moralement vertueux. L'auteur va jusqu'à considérer que cet ouvrage devrait porter le nom de Politique plus même que celui qu'il porte.
Il est nécessaire, dit le philosophe, de traiter en premier lieu de la vertu et des moyens de l'acquérir. Il ne faut pas que l'étudier pour savoir ce qu'elle est, mais aussi et surtout pour se la procurer, sans quoi la contemplation philosophique serait vaine.

#### Réfutation des thèses de Pythagore, Socrate et Platon
Aristote procède à une doxographie (une étude des thèses) de Pythagore, Socrate et Platon. Il soutient que Pythagore a été le premier à chercher à étudier la vertu, mais qu'il a échoué, car il a voulu intégrer la vertu dans sa théorie selon laquelle les nombres sont les principes fondamentaux de l'être. Or la justice n'est pas réductible à un nombre. 
Socrate a été meilleur, mais n'a pas non plus réussi, car il a voulu fonder une science des vertus ; et il rattache les sciences à la partie supérieure de l'âme, celle raisonnable ; or cela exclut d'emblée le rôle de la partie irraisonnable de l'âme. Platon est allé dans le bon sens en divisant l'âme en deux parties, l'une raisonnable et l'autre qui ne l'est pas, « et il attribue à chacune de ces parties les vertus qui lui sont réellement propres ». Seulement, Platon a commis l'erreur d'égaliser la vertu, le bien, avec le vrai, ce qui est une erreur. Aristote annonce vouloir aller au-delà de leurs théories.

#### Les types de biens
Le Stagirite soutient que « toute science, toute faculté exercée par l'homme a un but, et que ce but est le bien ». Qu'est-ce que le bien ? Il ne s'agit pas de l'Idée du bien, qui n'est qu'un mirage que Platon nous a offert, « quelque chose de séparé, et qui subsiste isolément ». Loin d'être seulement une Idée, le bien existe réellement dans les choses.
Aristote définit et distingue les biens. Il y a les biens précieux et honorables ; les biens louables ; les biens qui ne sont qu'en puissance ; les biens conservatifs ; les biens désirables partout et toujours ; les biens qui sont des fins ; les biens qui ne sont pas des fins. Le Stagirite veut trouver une méthode pour étudier le bien suprême, le souverain bien, qui est une fin finale et parfaite, c'est-à-dire le bonheur chez l'homme.

#### La vertu
Le philosophe donne une définition de la vertu, qu'il considère être logée dans l'âme. Il revient sur sa conception de l'âme comme le souffle qui donne vie à l'homme, déjà esquissée dans De l'âme. Il réitère sa division de l'âme en deux parties, l'une raisonnable, et l'autre irrationnelle, chacune ayant ses vertus propres. L'auteur aborde la question de la vertu comme différente du défaut et de l'excès. Il donne des exemples pour distinguer les contraires.

#### Le juste milieu
C'est le juste milieu qui fait la vertu. Le philosophe remarque que « les penchants auxquels nous sommes le plus portés par la nature sont aussi les plus contraires au milieu ». La nature nous pousse au dérèglement et à la débauche, et non à la réserve et à la tempérance.

#### Le libre arbitre
Aristote s'attaque à la position socratique selon laquelle nul n'est méchant volontairement. Si c'était le cas, les lois ne nous ordonneraient pas de faire le bien et ne pas commettre le mal, si le mal était réalisé par nous malgré nous-même. 
La liberté consiste dans le fait de faire sans être contraint par une quelconque nécessité. La liberté implique l'imputabilité de l'action. Dès lors, on ne blâme personne pour être malade ou être laid, à moins que la personne ait causé cela elle-même. L'acte volontaire ne doit pas venir d'une impulsion aveugle, mais bien de la pensée. 

### Livre II

#### L'honnêteté
Aristote se propose d'étudier l'honnêteté. Il s'agit de « la qualité de l'homme qui exige moins que ne lui assureraient ses droits fondés sur la loi ». En effet, le législateur ne peut légiférer sur tout, alors il reste des angles morts au droit. Faire acte d'honnêteté, c'est de « céder de son droit dans les choses de ce genre, et ne demander que ce que le législateur aurait voulu ». L'honnête homme ne doit pas réduire tous ses droits, bien sûr, car il doit toujours bénéficier de ses droits naturels, qui sont ses véritables droits.
L'honnêteté est connexe de l'équité. L'équité assure la rectitude du jugement. Elle doit appliquée, comme l'honnêteté, aux cas passés sous silence par le législateur. L'homme équitable doit observer les lacunes de la législation, et, malgré ses lacunes, n'en constater pas moins « que le droit qu'il réclame est fondé ».
L'auteur aborde ensuite la question du bon sens. Le bon sens, comme la prudence, s'applique à l'action, aux choix que l'on prend dans la vie. Le bon sens « nous découvre le parti le meilleur et le plus avantageux, dans les actes que nous devons accomplir ».
Dans une digression, Aristote se demande s'il est un devoir que d'être poli avec chacun. Il soutient qu'il est une obligation absolue de l'homme juste que de rendre à chacun tout ce qui lui revient selon son mérite.

#### L'injustice et les vertus
Savoir que l'on est injuste est le propre de la prudence ; mais alors, cela signifie que l'homme qui est injuste est aussi un homme prudent, ce qui est contradictoire. L'homme injuste ne connaît le bien que d'une manière générale, mais en réalité, il ne connaît pas le bien de manière particulière, l'empêchant d'être vertueux.
Aristote soulève donc une question : en est-il des vertus comme des biens, c'est-à-dire qu'en avoir trop corrompt par excès ? Avoir de la justice ou de la bravoure à l'excès dans son cœur d'homme ne nous rendrait pas plus mauvais. Toutefois, la gloire vient de la vertu ; si on a trop de vertu, on a trop de gloire ; or la gloire pervertit et corrompt les hommes. 

#### La tempérance
La véritable vertu, pour le Stagirite, est le juste milieu. On peut l'appeler tempérance. Elle ne ressemble à aucune autre. La raison et les passions y sont opposées entre elles. Elle s'oppose à la brutalité, qui est le fait d'être en dehors de l'humanité.
Socrate niait la tempérance en tant que vertu, car, selon lui, nul n'est méchant volontairement ; or l'intempérant fait le mal en sachant que c'est du mal. L'homme qui est sage, peut-il aussi être intempérant, lorsqu'il est confronté à des passions fortes ? En réalité, même si on sait ce qu'est le bien en général, car l'intempérant peut ne pas « savoir clairement que telles choses en particulier sont mauvaises ou nuisibles pour lui ». L'intempérant est comme un homme ivre.
L'intempérant est, au fond, comme un esclave. Il ne sait pas se maîtriser, et, dominé par les passions, est incapable d'utiliser sa raison. Aristote place l'intempérance qui abuse du plaisir plus bas encore que l'intempérance de colère.

#### Le hasard et la fortune
Aristote considère nécessaire d'aborder la question de la fortune (la chance) en ce qu'elle est liée au bonheur. Il est peut-être vrai qu'il n'y a pas de vie heureuse sans fortune, parce que la fortune dispose à sa guise de nos biens. L'étude de la fortune est embarrassante : elle ne ressemble pas à la nature, car dans la nature, une même cause produit toujours le même effet. La fortune, elle, ne fait jamais les choses de même manière. La fortune ne se confond pas avec l'intelligence ou la raison, parce qu'elle est sans régularité.
La fortune n'est pas ce qui dépend de nous. On ne dit pas qu'un homme juste est fortuné, car le fait qu'il agisse de manière juste est de son fait. En revanche, si quelqu'un naît dans une famille illustre, on dira qu'il est fortuné. La fortune est privée de raison.

#### Le beau et le bon (kalos kagathos)
Le philosophe traite du concept de kalos kagathos, ce qui est à la fois beau et bon. Il dit ne pas désapprouver l'expression : un homme dont la vertu est accomplie est à la fois honnête et bon. Pour être véritablement honnête et bon, toutefois, il est nécessaire que l'individu ne soit pas corrompu par les biens, c'est-à-dire que pour lui, tous les biens restent des biens. Un homme honnête et bon ne l'est pas réellement s'il se fait corrompre par la richesse et par le pouvoir.
Pour être beau et bon, il faut agir suivant la droite raison, c'est-à-dire conformément aux vertus. Pour cela, il faut que « la partie irrationnelle de l'âme n'empêche pas la partie raisonnable d'accomplir l'acte qui lui est propre ».

#### Les amis
La fin du livre est dédiée à la question des amis. Aristote remarque que ceux qui se font des amis facilement sont des « flatteurs qui se familiarisent vite », mais ils n'ont que l'apparence de l'ami. La véritable amitié se fait dans une réciprocité d'affection. On ne peut donc être l'ami du vin ou de Jupiter. Un homme de bien ne peut être l'ami d'un homme méchant au sens propre du mot. Toutefois, parmi les trois motifs de l'amitié (le bon, l'agréable et l'utile), un homme de bien peut être ami avec un homme méchant en fonction d'un de ces trois motifs.
L'honnête homme est un homme indépendant. Être indépendant, cela signifie-t-il se passer d'amis ? Aristote rappelle que les poètes disent : « Quand le ciel vous soutient, pourquoi aurait-on besoin d'amis ? ». C'est là une erreur : aussi indépendant soit-on, on a toujours besoin d'un ami. L'ami est « un autre moi-même » ; la connaissance de soi étant si difficile, l'ami nous permet, comme un miroir, de nous voir nous-même. Aussi, l'ami permet de faire le bien, car pour faire le bien, il faut que certaines personnes en soient bénéficiaires.
Le Stagirite s'interroge ensuite sur le meilleur nombre d'amis. Il ne faut en avoir ni trop, ni trop peu. Ceux qui en ont trop peinent à partager leur affection avec chacun d'eux. Nous ne pouvons embrasser qu'un petit nombre, en veillant à ce que ce nombre ne soit pas trop faible non plus. Il en faut « un nombre convenable, et selon les occasions, et selon la mesure d'affection qu'on peut soi-même leur donner ».
Aristote remarque que l'on peut parfois avoir à se plaindre à un ami. Comment se conduire avec un ami dans une telle situation ? Il y a des liaisons où les plaintes ne sont pas possibles, à savoir celles où l'un des deux est inférieur à l'autre. Le traité étant resté inachevé, on ignore la réponse que l'auteur apportait à cette question.